# Gra śmierci
Gra śmierci (tytuł oryg. Game of Death) – amerykańsko-hongkoński film fabularny z 1978.

## Fabuła
Billy Lo jest jednym z najlepszych aktorów w Hongkongu, a jego dziewczyna, Ann, jest znaną piosenkarką. Wszystko układa się idealnie, aż do momentu, kiedy w ich życie wchodzi mafia.

## Produkcja
Po otrzymaniu propozycji zagrania w filmie Wejście smoka, Bruce Lee przerwał pracę nad Grą śmierci. Wkrótce potem zmarł, więc na plan filmu nie powrócił. Reżyserzy do 30-minutowego materiału z udziałem Bruce′a Lee dorobili resztę filmu, zastępując zmarłego aktora innymi artystami. Układ filmu uzupełniły też fragmenty innych filmów z udziałem Bruce’a Lee.

## Pierwotny scenariusz
Akcja filmu miała się dziać w Południowej Korei. Mistrz sztuk walki Hai Tien zostaje zaszantażowany przez lokalnego mafiosa. Siostra i brat Hai Tiena zostają porwani. Szef mafii obiecuje, że uwolni ich wtedy, gdy Hai Tien zdobędzie szczyt pagody, w której kryje się cenny dla mafiosa przedmiot, po czym dostarczy mu go, w zamian za uwolnienie swojego rodzeństwa. Na potrzeby filmu nakręcono 39 minut materiału filmowego z Bruce’em Lee oraz Jamesem Tien i Chieha Yuanem, którzy grali rolę uczniów szturmujących razem ze swoim nauczycielem kolejne piętra koreańskiej pagody.

## Obsada
- Bruce Lee jako Billy Lo
- Colleen Camp jako Ann Morris
- Roy Chiao jako Henry Lo
- Gig Young jako Jim Marshall
- Dean Jagger jako doktor Land
- Kareem Abdul-Jabbar jako Hakim
- Robert Wall jako Carl Miller
- Chuck Norris jako wojownik

i inni.